# 윤태웅 (축구 선수)
윤태웅(한국 한자: 尹跆熊, 1999년 5월 3일 ~ )는 대한민국의 축구 선수로, 포지션은 스트라이커이다. 현재 K리그2 김포 FC 소속이다.